# Bomraj
Bomraj (Bomraz palem) fou un antic estat tributari del tipus zamindari o pailayam al districte de Nellore, a la presidència de Madras. Va formar amb Venkatagiri, Kalahasti i Sayyidpur l'anomenat "districte" dels Pailayams occidentals.
La seva administració i usatge dels impostos contrastava notablement amb els dels veïns territoris sota administració britànica directa.